# 烏海爾斯科
49°18′3″N 23°54′31″E / 49.30083°N 23.90861°E
烏海爾斯科（烏克蘭語：Угерсько），是烏克蘭的村庄，位於該國西部利沃夫州，由斯特雷區斯特雷市鎮負責管轄，始建於1176年，面積12.39平方公里，2024年人口1,683，人口密度每平方公里135.84人。